# تومي جونسون (موسيقي)
تومي جونسون (بالإنجليزية: Tommy Johnson)‏ هو موسيقي أمريكي، ولد في 7 يناير 1935، وتوفي في 16 أكتوبر 2006 في لوس أنجلوس في الولايات المتحدة بسبب قصور كلوي.

## وصلات خارجية
- تومي جونسون على موقع IMDb (الإنجليزية)
- تومي جونسون على موقع ميوزك برينز (الإنجليزية)
- تومي جونسون على موقع ديسكوغز (الإنجليزية)
- تومي جونسون على موقع ديسكوغز (الإنجليزية)
- تومي جونسون على موقع قاعدة بيانات الفيلم (الإنجليزية)